# Carlos Metidieri
Carlos Metidieri (Sorocaba, 18 dicembre 1942) è un ex calciatore brasiliano naturalizzato statunitense.

## Biografia
Nativo del Brasile, Metidieri era soprannominato Topolino per la sua minuta statura. Ritiratosi dal calcio giocato, rimase a vivere negli Stati Uniti d'America, in Arizona, dedicandosi all'insegnamento del calcio nelle scuole locali. Negli Stati Uniti sposa una italo-americana ed ha quattro figli. Suo cugino Gilson Metidieri fu anch'egli calciatore, suo compagno di squadra ai Boston Tigers ed ai L.A. Wolves.

## Carriera

### Club
Si forma calcisticamente nell'Alumínio per poi passare nelle giovanili del Palmeiras notato da Oberdan Cattani. Dopo un anno nelle giovanili dei Verdão Metidieri si trasferisce in Italia per giocare nelle giovanili del Napoli e poi del Como, dove in un allenamento si rompe un braccio, cosa che gli impedì di esordire in prima squadra.
Terminata l'esperienza in Italia, si trasferisce in Nordamerica, per giocare con i canadesi del Toronto Italia, con cui vinse la Eastern Canada Professional Soccer League 1965 ed il titolo di capocannoniere della competizione.
Nel 1967 viene ingaggiato dai Boston Tigers. Con i Tigers ottiene il terzo posto della Northern Division della American Soccer League 1966-1967. Successivamente venne ingaggiato dagli statunitensi del Boston Rovers, senza però mai scendere in campo in partite ufficiali.
Nella stagione 1968 fu ingaggiato dal Los Angeles Wolves, società con cui giunse al terzo posto della Pacific Division.
Nel 1969 viene ingaggiato dai Rochester Lancers, con cui raggiunge le semifinali dell'American Soccer League 1969.
La stagione seguente i Lancers entrano nella NASL e nella sua seconda stagione a Rochester ottenne il personale titolo di miglior giocatore e la vittoria del torneo. Metidieri giocò da titolare entrambi gli incontri delle finali. La stagione seguente riottenne il titolo di miglior giocatore del torneo a cui aggiunse quello di miglior marcatore. Con i Lancers partecipa alla CONCACAF Champions' Cup 1971, unica franchigia della NASL a partecipare alla massima competizione nordamericana per club: chiuse la coppa al quarto posto della fase finale del torneo.
Nella stagione 1974 Metidieri passò ai Boston Minutemen con cui giunse alle semifinali del torneo, eliminati dai futuri campioni del Los Angeles Aztecs. Nelle due stagioni seguenti Metidieri non scese mai in campo.
Nella stagione 1979-1980 partecipò al torneo della Major Indoor Soccer League con il Buffalo Stallions. Negli stessi anni della sua militanza nei campionati statunitensi giocò nei periodi di pausa di questi con il club brasiliano del São Bento e poi con i dilettanti del Metidieri FC.

### Nazionale
Metidieri, presa la nazionalità statunitense, nel 1973 indossa la maglia degli USA in due occasioni.

## Statistiche

### Cronologia presenze e reti in Nazionale
| Cronologia completa delle presenze e delle reti in nazionale ― Stati Uniti | Cronologia completa delle presenze e delle reti in nazionale ― Stati Uniti | Cronologia completa delle presenze e delle reti in nazionale ― Stati Uniti | Cronologia completa delle presenze e delle reti in nazionale ― Stati Uniti | Cronologia completa delle presenze e delle reti in nazionale ― Stati Uniti | Cronologia completa delle presenze e delle reti in nazionale ― Stati Uniti | Cronologia completa delle presenze e delle reti in nazionale ― Stati Uniti | Cronologia completa delle presenze e delle reti in nazionale ― Stati Uniti |
| Data                                                                       | Città                                                                      | In casa                                                                    | Risultato                                                                  | Ospiti                                                                     | Competizione                                                               | Reti                                                                       | Note                                                                       |
| -------------------------------------------------------------------------- | -------------------------------------------------------------------------- | -------------------------------------------------------------------------- | -------------------------------------------------------------------------- | -------------------------------------------------------------------------- | -------------------------------------------------------------------------- | -------------------------------------------------------------------------- | -------------------------------------------------------------------------- |
| 17-3-1973                                                                  | Hamilton                                                                   | Bermuda                                                                    | 4 – 0                                                                      | Stati Uniti                                                                | Amichevole                                                                 | -                                                                          |                                                                            |
| 20-3-1973                                                                  | Łódź                                                                       | Polonia                                                                    | 4 – 0                                                                      | Stati Uniti                                                                | Amichevole                                                                 | -                                                                          |                                                                            |
| Totale                                                                     |                                                                            | Presenze                                                                   | 2                                                                          |                                                                            | Reti                                                                       | 0                                                                          |                                                                            |

## Palmarès

### Club
- Eastern Canada Professional Soccer League: 1

Toronto Italia: 1965
- Campionato NASL: 1

Rochester Lancers: 1970

### Individuale
- Capocannoniere della ECPSL: 1

1965 (19 gol)
- Capocannoniere della NASL: 1

1971 (19 gol)
- NASL Most Valuable Player: 2

1970, 1971